# Sansevieria pearsonii
Sansevieria pearsonii ist eine Pflanzenart aus der Gattung Sansevieria in der Familie der Spargelgewächse (Asparagaceae). Das Artepitheton ehrt den englischen Botaniker Henry Harold Welch Pearson (1870–1916).

## Beschreibung
Sansevieria pearsonii wächst stammlos als ausdauernde, sukkulente Pflanze mit kräftigen Rhizomen. Die drei bis sieben zylindrisch geformten Laubblätter sind zweizeilig gestellt. Sie stehen aufrecht, wobei sie spitzenwärts sich allmählich leicht spreizen. Sie sind seitlich etwas zusammengedrückt und mit einer Rinne auf der Oberseite versehen. Die einfache Blattspreite ist 50 bis 100 Zentimeter lang und 3,4 bis 3,8 Zentimeter dick. Sie verschmälert sich in eine 8,5 bis 25 Millimeter lange stielrunde und etwas pfriemliche, weißlich steife Spreitenspitze. Die Blätter sind grün oder leicht bläulich überhaucht oder auch bläulich grün. Junge frische Blätter haben anfangs schwache blasse grüne Bänder. Die Ränder sind grünlich weiß, rotbraun werdend mit weißlicher Kante. Die Blattoberfläche ist glatt.
Die einfach ährigen Blütenstände sind bis zu 100 Zentimeter lang. Die Rispen sind dicht mit sechs bis zehn Blüten pro Büschel besetzt. Der Blütenstiel ist 8,5 Millimeter lang. Die Blütenröhre ist 1,2 bis 2,5 Zentimeter lang. Die Blütenhüllblätter sind weiß, gräulich oder bläulich malvenfarben und oberhalb rot gestreift.

## Verbreitung
Sansevieria pearsonii ist in Angola, Botswana, Namibia, Simbabwe und in Südafrika in den Provinzen Gauteng, KwaZulu-Natal, Nordwest und Nordkap auf trockene, sandige oder felsige Böden in Savannen oder offenen Wäldern verbreitet. 

## Taxonomie
Die Erstbeschreibung von Sansevieria pearsonii erfolgte 1911 durch Nicholas Edward Brown.
Synonyme für Sansevieria pearsonii N.E.Br. sind: Sansevieria rhodesiana N.E.Br. (1915) und Sansevieria deserti N.E.Br. (1915).

## Nachweise